# جوسبي ساباديني
جوسبي ساباديني (بالإيطالية: Giuseppe Sabadini)‏ (مواليد 26 مارس 1949) هو لاعب كرة قدم. يلعب مع منتخب إيطاليا لكرة القدم. سبق له أن لعب في كأس العالم لكرة القدم مع منتخب بلاده.

## مسيرته الكروية
لعب جوسبي ساباديني خلال مسيرته الاحترافية مع 5 أندية في واحد وعشرون موسمًا وسجل خلالها 17 هدفًا ضمن 401 مباراة. حيث فاز في ثلاثة مواسم بالكأس ولم يفز بأي دوري.
خاض جوسبي ساباديني مسيرته مع نادي سامبدوريا في موسم 1965–66 ليلعب معه ستة مواسم، مشاركًا في 90 مباراة سجل خلالها 4 أهداف. ثم انتقل إلى نادي إيه سي ميلان في موسم 1971–72 ليلعب معه سبعة مواسم، حيث شارك في 161 مباراة سجل خلالها 12 هدفًا. لينتقل بعدها إلى نادي كاتانزارو في موسم 1978–79 ليلعب معه خمسة مواسم، مشاركًا في 111 مباراة سجل خلالها هدفًا واحدًا. ثم انتقل إلى نادي كاتانيا في موسم 1983–84 لمدة موسم واحد، مشاركًا في 16 مباراة ولم يسجل أي هدف. هذا وانتقل لاحقًا إلى نادي أسكولي في موسم 1984–85 ولمدة موسمين، مشاركًا في 23 مباراة ولم يسجل أي هدف أيضًا.

## روابط خارجية
- جوسبي ساباديني على موقع الاتحاد الدولي (مؤرشف)  (الإنجليزية)
- جوسبي ساباديني على موقع الاتحاد الأوربي (الإنجليزية)
- جوسبي ساباديني على موقع قاعدة بيانات كرة القدم.إي يو (الإنجليزية)
- جوسبي ساباديني على موقع ناشيونال فوتبول تيمز (الإنجليزية)
- جوسبي ساباديني على موقع عالم كرة القدم.نت (الإنجليزية)